# Baryscapus hylesini
Baryscapus hylesini är en stekelart som beskrevs av Graham 1991. Baryscapus hylesini ingår i släktet Baryscapus och familjen finglanssteklar.
Artens utbredningsområde är:
- Italien.
- Sverige.

Arten är reproducerande i Sverige. Inga underarter finns listade.